# Disgrazia - Sissone
Disgrazia - Sissone este o arie protejată (arie specială de conservare — SAC, sit de importanță comunitară — SCI, arie de protecție specială avifaunistică — SPA) din Italia întinsă pe o suprafață de 3.010 ha, integral pe uscat.

## Localizare
Centrul sitului Disgrazia - Sissone este situat la coordonatele 46°17′25″N 9°45′35″E / 46.290278°N 9.759722°E.

## Înființare
Situl Disgrazia - Sissone a fost declarat sit de importanță comunitară în iunie 1995 pentru a proteja 78 de specii de animale. Alte tipuri de protecție:
- arie de protecție specială avifaunistică (în martie 2007)[3]
- arie specială de conservare (în aprilie 2014)[2][4][5]

## Biodiversitate
Situată în ecoregiunea alpină, aria protejată conține 12 habitate naturale: Tufărișuri subarctice cu Salix spp., Ghețari permanenți, Păduri acidofile de Picea de la nivel montan la nivel alpin (Vaccinio-Piceetea), Grohotișuri silicioase de la nivelul montan până la nivelul zăpezii (Androsacetalia alpinae și Galeopsietalia ladani), Mlaștini turboase de tranziție și turbării mișcătoare, Pajiști alpine și boreale, Pajiști boreale și alpine pe substrat silicios, Pante stâncoase silicioase cu vegetație casmofită, Păduri alpine de Larix decidua și/sau Pinus cembra, Râuri de munte și vegetația erbacee de pe malurile acestora, Liziere de ierburi înalte hidrofile de câmpie și de nivel montan până la alpin, Formațiuni ierboase bogate în specii de Nardus, dezvoltate pe substraturi silicioase în zone montane (și în zone submontane, în Europa continentală).
La baza desemnării sitului se află mai multe specii protejate de  păsări (78): inărița (Acanthis flammea), uliu porumbar (Accipiter gentilis), uliu păsărar (Accipiter nisus), pițigoi codat (Aegithalos caudatus), minunița (Aegolius funereus), ciocârlie-de-câmp (Alauda arvensis), potârnichea de stâncă (Alectoris graeca saxatilis), fâsă de pădure (Anthus spinoletta), fâsă de pădure (Anthus trivialis), lăstunul mare (Apus apus), acvilă de munte (Aquila chrysaetos), cocoșul de mesteacăn (Bonasa bonasia), șorecarul comun (Buteo buteo), Carduelis citrinella, cojoaica de pădure (Certhia familiaris), florinte (Chloris chloris), mierla de apă (Cinclus cinclus), șerpar (Circaetus gallicus), corb (Corvus corax), cioară neagră (Corvus corone), cuc (Cuculus canorus), ciocănitoare pestriță mare (Dendrocopos major), ciocănitoare neagră (Dryocopus martius), presură de munte (Emberiza cia), presură de grădină (Emberiza hortulana), măcăleandru (Erithacus rubecula), Eudromias morinellus, șoim călător (Falco peregrinus), vânturel roșu (Falco tinnunculus), muscar negru (Ficedula hypoleuca), cinteză (Fringilla coelebs), Fringilla montifringilla, gaiță (Garrulus glandarius), ciuvică (Glaucidium passerinum), zăgan (Gypaetus barbatus), Lagopus muta helvetica, sfrâncioc roșiatic (Lanius collurio), câneparul (Linaria cannabina), pițigoi moțat (Lophophanes cristatus), forfecuță gălbuie (Loxia curvirostra), Lyrurus tetrix tetrix, cinghiță alpină (Montifringilla nivalis), codobatură galbenă (Motacilla alba), codobatură de munte (Motacilla cinerea), alunar (Nucifraga caryocatactes), pietrar sur (Oenanthe oenanthe), pițigoi de brădet (Periparus ater), viespar (Pernis apivorus), codroș de munte (Phoenicurus ochruros), pitulice de munte (Phylloscopus bonelli), pitulice de munte (Phylloscopus collybita), pitulice-fluierătoare (Phylloscopus trochilus), ciocănitoare verzuie (Picus canus), ciocănitoarea verde (Picus viridis), pițigoi de munte (Poecile montanus), Prunella collaris, brumăriță de pădure (Prunella modularis), Ptyonoprogne rupestris, stăncuță alpină (Pyrrhocorax graculus), mugurarul (Pyrrhula pyrrhula), aușel sprâncenat (Regulus ignicapilla), aușel cu cap galben (Regulus regulus), mărăcinar (Saxicola rubetra), cănăraș (Serinus serinus), scatiu (Spinus spinus), huhurez mic (Strix aluco), silvie cu cap negru (Sylvia atricapilla), silvie de zăvoi (Sylvia borin), silvie-mică (Sylvia curruca), Tachymarptis melba, fluturașul de stâncă (Tichodroma muraria), pănțărușul (Troglodytes troglodytes), sturzul viilor (Turdus iliacus), mierlă (Turdus merula), sturz-cântător (Turdus philomelos), sturz (Turdus pilaris), mierlă gulerată (Turdus torquatus), sturzul de vâsc (Turdus viscivorus)
Pe lângă speciile protejate, pe teritoriul sitului au mai fost identificate 46 de specii de plante, 1 specie de amfibieni, 22 de specii de mamifere, 5 specii de nevertebrate, 1 specie de reptile.